# Bruck Edith
Bruck Edith (sz. Steinschreiber Edit, Tiszakarád, 1931. május 3. –) magyar származású, Olaszországban élő költőnő. Sokan az „életben maradt Anna Frank”-ként említik. Műveit olaszul írja, emellett több magyar szerző, köztük József Attila, Radnóti Miklós és Illyés Gyula műveit fordította olaszra.

## Élete
A zsidó Steinschreiber családba született Tiszakarádon, 1931-ben. A második világháború alatt egész családját deportálták, több koncentrációs tábort is megjárt, többek között Auschwitzot, Dachaut és Bergen-Belsent. Édesanyja Auschwitzban, édesapja és bátyja Dachauban lelték halálukat, ám Edith Eliz nevű testvérével túlélte a táborokat. 1945 után Magyarországon, majd Csehszlovákiában élt. Tizenhat évesen férjhez ment Milan Grünhöz, akivel Izraelbe költözött. Házasságuk egy évig tartott. Második férjével, Danny Rothtal sem maradt hosszú ideig együtt. Máig harmadik férje (Bruck) családi nevét viseli, bár még húszéves kora előtt elvált tőle is.
Folyamatos költözködései közben sokféle munkát végzett: volt balerina, szabónő, modell, szakácsnő, szépségszalon igazgatója.
1954-ben Olaszországba költözött, később felvette az olasz állampolgárságot, és máig ott él. Megismerkedett az ország legnagyobb költőivel, Eugenio Montaléval, Giuseppe Ungarettivel és Mario Luzival. Barátságot kötött Primo Levivel, az ő bátorítására kezdte el lejegyezni emlékeit a holokausztról. Több neves olasz újságnak — Il Tempo, Corriere della Sera, Il Messaggero — írt cikkeket a zsidó identitásról és az izraeli politikáról.
Rómában ismerkedett meg negyedik férjével, Nelo Risi filmrendezővel. Később maga is belekóstolt a rendezésbe; első filmje Improvviso címmel 1979-ben készült, egy katolikus családban felnövő tinédzser életéről. 1986-ban tévéfilmet rendezett Ferdinando Camon regényéből.
Jelenleg is Rómában él és dolgozik. 2018. november 26-án a Széchenyi Irodalmi és Művészeti Akadémia irodalmi osztályának tiszteleti tagjává választották.
A L’Osservatore Romano vatikáni napilap 2021 januárjában interjút készített vele az Emlékezet Napja alkalmából. Ferenc pápát mélyen megrendítette Edith Bruck tanúságtétele, így február 20-án személyesen felkereste az auschwitzi túlélőt a város központjában lévő lakhelyén.

## Műveinek első olasz kiadása
- Chi ti ama così (Milánó: Lerici, 1959; Velence: Marseille 1974); Ki téged így szeret, fordította Székely Sándor
- Andremo in città (Milánó: Lerici, 1962; Róma: Carucci, 1982; Nápoly: L'ancora del Mediterraneo, 2007); Római lakás haszonélvezettel, fordította Székely Éva
- È Natale, vado a vedere (Milánó: Scheiwiller, 1962)
- Le sacre nozze (Milánó: Longanesi, 1969)
- Due stanze vuote (Velence: Marsilio, 1974)
- Il tatuaggio (Parma: Guanda, 1975)
- Transit (Milánó: Bompiani, 1978; Velence: Marsilio, 1995); Tranzit, fordította Székely Éva
- Mio splendido disastro (Milánó: Bompiani, 1979); Gyönyörű romlásom, fordította Székely Éva
- Improvviso, 1979 (forgatókönyv)
- In difesa del padre (Milánó: Guanda, 1980)
- Lettera alla madre (Milánó: Garzanti, 1988) – Rapallo Carige-díj 1989-ben
- Monologo (Milánó: Garzanti, 1990)
- Nuda proprietà (Velence: Marsilio, 1993)
- L'attrice (Velence: Marsilio, 1995)
- Il silenzio degli amanti (Velence: Marsilio, 1997)
- Itinerario: poesie scelte (Róma: Quasar, 1998)
- Signora Auschwitz: il dono della parola (Velence: Marsilio, 1999)
- L'amore offeso (Velence: Marsilio, 2002)
- Lettera da Francoforte (Milánó: Mondadori, 2004)
- Specchi (Róma: Edizioni di storia e letteratura, 2005)
- Quanta stella c'è nel cielo (Milánó: Garzanti, 2009) – Viareggio-díj 2009
- Privato (Milánó: Garzanti, 2010) – Európai Elbeszélés Díj (G. Ferri – D. H. Lawrence)
- Il sogno rapito (Milánó: Garzanti, 2014)
- La rondine sul termosifone (Milánó: La nave di Teseo, 2017)
- Versi vissuti. Poesie 1975-1990 (Macerata: Eum, 2018)
- Ti lascio dormire (Milánó: La nave di Teseo, 2019)
- Tempi (Milánó: La nave di Teseo, 2021)
- Il pane perduto (Milánó: La nave di Teseo, 2021)

### Magyarul megjelent művei
- Ki téged így szeret; ford. Székely Sándor; Európa, Bp., 1964
- Tranzit. Kisregény; ford. Székely Éva, utószó Barna Imre; Európa, Bp., 1988 (Modern könyvtár)
- Gyönyörű romlásom; ford. Székely Éva; Belvárosi, Bp., 1994
- Római lakás haszonélvezettel; ford. Székely Éva; Helikon, Bp., 1995
- Hány csillag az égen?; ford. Barna Mária; Európa, Bp., 2015
- Az elveszett kenyér; ford. Lukácsi Margit; Európa, Bp., 2022